# Ервін Пааль
Ервін Пааль (нім. Erwin Paal) — німецький медик, гауптман медичної служби резерву вермахту. Кавалер Німецького хреста в сріблі.

## Нагороди
- Хрест Воєнних заслуг 2-го і 1-го класу з мечами
- Німецький хрест в сріблі (21 квітня 1944) — як командир 1-ї санітарної роти 16-ї танкової дивізії.